# Sociedade Desportiva Sparta
A Sociedade Desportiva Sparta é um clube de futebol brasileiro da cidade de Araguaína, no estado de Tocantins.
Fundado em 2006, era uma equipe amadora de futebol até 2013. para a disputa da segunda divisão estadual. Antes da inscrição para o referido torneio, foi campeão estadual amador e participou do campeonato Sub-19, onde caiu na primeira fase.
A agremiação, cujas cores são preto, azul e branco, manda os seus jogos no Estádio Leôncio de Souza Miranda, o "Mirandão", com capacidade para abrigar 10 mil espectadores. Atualmente é presidido por Adilson Lopes.

## História
A história da Sociedade Desportiva Sparta está Associada aos sonhos de um jovem Desportista e seus grupos de amigos, que além de entusiastas do futebol, que foram motivados pelo desejo comum de criar um novo clube de futebol no estado do Tocantins, no início do ano 2000. Esse jovem ousado passou a propagar entre seus amigos e demais simpatizantes do futebol a ideia da criação de um novo clube, justamente no momento em que o futebol de Araguaína e região apresentavam-se em declínio com desaparecimento de algumas agremiações. Foi da determinação e criação de Divino Fernandes Pedro, que nasceu a ideia de fundar a Sociedade Desportiva Sparta. O seu primeiro passo foi, conquistar a simpatia de seus conterrâneos, igualmente admiradores do futebol, que no ano 2000 já contavam com vários clubes no estado do Tocantins, especialmente na capital Palmas.
No dia 25 de fevereiro de 2006, Divino Fernandes Pedro, mais conhecido como Fernando Brasília, defendia a ideia de que o clube deveria se chamar Sociedade Desportiva Sparta. Os parceiros da ideia definiram o dia 25 de Fevereiro como a data que marcaria a fundação do clube. Por escolha da maioria dos fundadores, os uniformes passariam a ter as cores: azul celeste, preto, branco e amarelo ouro.
Participaram da fundação da Sociedade Desportiva Sparta os empresários e irmãos Jeremias Demito, Jonas Demito, Adilson Lopes Bilsen, Wânia Maria Nunes Fernandes Pedro, Loriney da Silveira Moraes, Romildo Antônio, João Batista do Carmo, José Romildo Bezerra Leite e Clebem de Sousa Andrade. O primeiro presidente da Sociedade Sparta, foi Divino Fernandes Pedro (Fernando Brasília), descrito pelos Spartanos que o conhece como homem que vive pelo Sparta.
No seu primeiro jogo como time profissional, na Segunda Divisão, a equipe venceu o Tocantins por 2 a 0 no estádio Mirandão.

## Estatísticas

### Participações
|  | Participações em 2024 |

| Competição | Competição              | Temporadas | Melhor campanha         | Estreia | Última | P | R |
| Tocantins  | Campeonato Tocantinense | 4          | Vice-campeão (2017)     | 2017    | 2020   |   | 1 |
| Tocantins  | Segunda Divisão         | 6          | Campeão (2016)          | 2013    | 2024   | 1 |   |
|            | Copa Verde              | 1          | Quartas-de-final (2018) | 2018    | 2018   |   |   |
| Brasil     | Série D                 | 1          | 53º colocado (2018)     | 2018    | 2018   | – |   |

### Desempenho em competições oficiais
Campeonato Tocantinense
| Ano  | 2017 | 2018 | 2019 | 2020 |
| Pos. | 2º   | 5º   | 5º   | 7º   |
| ---- | ---- | ---- | ---- | ---- |

 Campeonato Tocantinense - 2ª Divisão
| Ano  | 2013 | 2014 | 2015 | 2016 | 2023 | 2024 |
| Pos. | 5º   | 7º   | 8º   | 1º   | 5º   | 3º   |
| ---- | ---- | ---- | ---- | ---- | ---- | ---- |

Copa Verde
| Ano  | 2018 |
| Pos. | 6º   |
| ---- | ---- |

Campeonato Brasileiro - Série D
| Ano  | 2018 |
| Pos. | 53º  |
| ---- | ---- |

Legenda:
| Campeão Vice-campeão Rebaixado à divisão inferior |

## Títulos
| ESTADUAIS | ESTADUAIS                            | ESTADUAIS | ESTADUAIS  |
|           | Competição                           | Títulos   | Temporadas |
| --------- | ------------------------------------ | --------- | ---------- |
|           | Campeonato Tocantinense - 2ª Divisão | 1         | 2016       |

### Categorias de base
- Campeonato Tocantinense de Juniores: 1 (2023)[1]

### Campanhas de destaque
- Vice-Campeão - Campeonato Tocantinense: (2017)